# Slingertuin

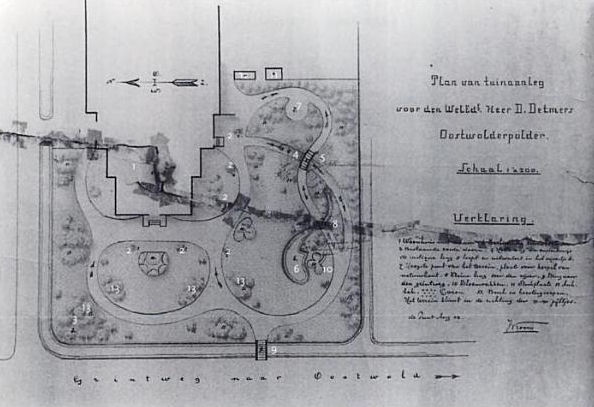
Plan van Jan Vroom sr. voor aanleg slingertuin bij Demalihoeve in Oostwold (1902)

Een slingertuin is een bij de negentiende-eeuwse Groninger borgen en statige boerderijen veel voorkomende tuin in Engelse landschapsstijl.
Belangrijke voorbeelden vormden vermoedelijk parken en wandelbossen in vroege Nederlandse landschapsstijl, zoals het Slochterbos, dat omstreeks 1800 is aangelegd en veel bezoekers uit de regio aantrok.
Kenmerkend voor de slingertuinen is het verschil in hoogte en het 'kronkelige' verloop van waterpartijen, borders en voetpaden. Herenboeren lieten slingertuinen aanleggen om hun boerenhuizen meer aanzien te geven. Daarbij hoorde sinds ongeveer 1870 vaak ook een villa-achtige architectuur.
Oorspronkelijk zou de term een schimpnaam zijn geweest omdat met name mensen uit andere klassen dan herenboeren het belachelijk vonden dat een tuin niet als moestuin was ingericht maar als siertuin.
Het begrip 'slingertuin' komt in historische bronnen weinig voor, in tegenstelling tot de term 'slingerpad', die al rond 1840 wijd verbreid was om stijlelementen van de Engelse tuin te beschrijven.  
Slingertuinen zijn door Bert Schierbeek bezongen in het gedicht 'De slingertuinen van Beerta' in zijn bundel Weerwerk uit 1977.